# ويندي فوستر
ويندي فوستر (بالإنجليزية: Wendy Cheesman) هي مهندسة معمارية بريطانية، ولدت في 1937، وتوفيت في 1989 بسبب سرطان.